# Villefranche-de-Panat
Villefranche-de-Panat è un comune francese di 795 abitanti situato nel dipartimento dell'Aveyron nella regione dell'Occitania.

## Società

### Evoluzione demografica
Abitanti censiti